# Telecommunicatietoren van Montjuïc
De Telecommunicatietoren van Montjuïc (Catalaans: Torre de comunicacions de Montjuïc) ook Torre Calatrava en Torre Telefónica genoemd, is een telecommunicatietoren in Montjuïc in Barcelona, Spanje.
Deze toren is ontworpen door Santiago Calatrava. De bouw begon in 1989 en men was klaar in 1992. De witte toren is gebouwd voor het Spaanse bedrijf Telefónica om televisiebeelden van de Olympische Zomerspelen 1992 door te zenden. De 136 meter hoge toren staat in het Olympisch park en stelt een atleet voor die de Olympische vlam vasthoudt.
De voet is bedekt met 'trencadís', Gaudí's mozaïekstijl gemaakt van de scherven van gebroken tegels.
Door de positie van de toren is het tevens een zeer grote zonnewijzer die het Europaplein gebruikt om de tijd aan te wijzen.
Een replica van de toren wordt als trofee gegeven in de Grand Prix van Spanje.